# Nasarawa United
Nasarawa United FC este un club de fotbal din Nigeria, fondat în 2003, își are sediul în orasul Lafia. Echipa concurează în prima ligă, primul eșalon al fotbalului nigerian.

## Istoria clubului
Clubul a fost fondată în 2003 după ce guvernul Nasarawa a preluat clubul Black Stars FC din Gombe. Porecla clubului este „Solid Miners”. Stadionul pe care își dispută meciurile de acasă, Lafia Township Stadium, are o capacitate de aproximativ 5.000 de locuri. Au promovat în prima ligă în sezonul 2004–05.
În sezonul 2009–10, echipa a trecut prin deficiențe financiare. pe care un jucător a descris-o ca fiind în pragul „foametei”. O remiză 1–1 pe teren propriu, împotriva celor de la Niger Tornadoes a făcut ca fanii lor să se revolte și chiar să-i urmeze pe Tornadoes la hotel și să-i atace acolo. Echipa a fost trimisă să joace la Ibadan pentru restul sezonului și retrogradată în liga a doua, numită Nigeria National League. Au revenit în prima ligă în 2012, după ce și-au câștigat divizia.
Ca și palmares clubul are până la acest moment un loc doi obținut în sezonul 2005–06, și două finale de cupă, ambele pierdute la loviturile de departajare.